# 同名
生物の分類における同名（どうめい、英: homonym）は、異なるタクソンに対して使用されている同じ名前を指す。
具体的には、別の生物が同じ学名を持っているとき、それらの学名は同名関係にあり、その学名自身は同名であるとされる。命名規約の旧訳ではホモニム、異物同名とも言った。
通常は先取権の原則により、先に名付けられた同名（古参同名・先行同名）が有効になり、後からつけられた同名（新参同名・後行同名）が無効となる。
同名の成立過程には2通りある。
一次同名（primary homonym）成立時に既に同じ属の種・亜種としておなじ名前をつけられてしまった同名。本来ならば命名時からすでに片方は不適格名である。
二次同名（secondary homonym）成立時には別の属に対して名付けられたため、同じ種小名・亜種小名でも問題はなかったが、その後それらの属がまとめられて同じ属とされてしまったために発生した同名。これを回避するにはやむを得ず新たな種小名・亜種小名をつける必要がある。たとえば当初マメ科Maniltoa属として記載されたフィジー産の Maniltoa floribunda A.C.Sm.は新たにナムナム属（Cynometra）に組み替えられる際、他の無関係な模式標本に基づいて命名された Cynometra floribunda Benth. との重複を避けるために標本が得られたフィジーにちなむ vitiensis という種小名を新たにつけ、Cynometra vitiensis Rados. という命名が行われている。なお少なくとも植物の場合、属の組み替えが行われると通常はシノニムの命名者が組み替え後の学名の命名者の前に括弧つきで示されるが、この例における Maniltoa floribunda は英語で replaced synonym〈取り換えられたシノニム〉と呼ばれる存在として扱われ、組み替え後の学名 Cynometra vitiensis にシノニムの命名者アルバート・チャールズ・スミスの略称に括弧を付けた (A.C.Sm.) は表示されず、先述のように新たに vitiensis の種小名を与えたアレクサンダル・ラドサヴリェヴィッチの略称 Rados. のみが表示される。